# قطعنامه ۱۲۸۹ شورای امنیت
قطعنامه ۱۲۸۹ شورای امنیت سازمان ملل متحد که در تاریخ ۰۷ فوریه ۲۰۰۰ تصویب شد، سندی بین‌المللی دربارهٔ بررسی وضعیت در سیرالئون است. این قطعنامه طی نشست ۴۰۹۹ام با ۱۵ رای موافق، ۰ مخالف و ۰ ممتنع تصویب شد.